# Monforte (Portugal)
Monforte es una villa portuguesa del Distrito de Portalegre, región Alentejo y comunidad intermunicipal del Alto Alentejo, con cerca de 1200 habitantes.
Es sede de un municipio con 419,65 km² de área y 2992 habitantes (2021), subdividido en 4 freguesias. El municipio limita al oeste y al norte con los municipios de Crato y de Portalegre, al este con Arronches y con Elvas, al suroeste con Borba y con Estremoz, al oeste con Fronteira y al noroeste con Alter do Chão.

## Demografía
| Gráfica de evolución demográfica de Monforte entre 1849 y 2021 |
|                                                                |
| Datos según el nomenclátor publicado por el INE portugués.     |

## Freguesias
- Assumar
- Monforte
- Santo Aleixo
- Vaiamonte